# Jana Vollmer
Jana Vollmer (nacida como Jana Pechová, Mladá Boleslav, Checoslovaquia, 5 de mayo de 1973) es una deportista alemana que compitió en voleibol, en la modalidad de playa. Ganó dos medallas en el Campeonato Europeo de Vóley Playa, en los años 2000 y 2003.

## Palmarés internacional
| Campeonato Europeo | Campeonato Europeo | Campeonato Europeo | Campeonato Europeo |
| Año                | Lugar              | Medalla            | Pareja             |
| ------------------ | ------------------ | ------------------ | ------------------ |
| 2000               | Bilbao (España)    | Medalla de plata   | Danja Müsch        |
| 2003               | Alanya (Turquía)   | Medalla de plata   | Andrea Ahmann      |